# Dachów
Dachów (Duits: Dachow) is een plaats in het Poolse district  Krośnieński (Lubusz), woiwodschap Lubusz. De plaats maakt deel uit van de gemeente Bobrowice en telt 130 inwoners.